# Kailashpur
Kailashpur é uma vila no distrito de Saharanpur, no estado indiano de Uttar Pradesh.

## Demografia
Segundo o censo de 2001, Kailashpur tinha uma população de 9724 habitantes. Os indivíduos do sexo masculino constituem 54% da população e os do sexo feminino 46%. Kailashpur tem uma taxa de literacia de 53%, inferior à média nacional de 59.5%: a literacia no sexo masculino é de 59% e no sexo feminino é de 46%. Em Kailashpur, 20% da população está abaixo dos 6 anos de idade.